# EA Phenomic
EA Phenomic是一家位于德国英格爾海姆的即时战略游戏开发公司。
1997年，公司最早由Volker Wertich所创办，名為Phenomic Game Development，前者曾在Blue Byte工作並開發The Settlers和The Settlers III。
在2006年8月23日被Electronic Arts收购並更名為EA Phenomic。2013年7月，EA關閉工作室並解雇60名員工。
2013年，Volker Wertich與大部分員工成立Envision Entertainment。2015年，接管Tiberium Alliances的開發工作。

## 开发过的游戏
- SpellForce系列
  - SpellForce: The Order of Dawn (2004)
    - SpellForce: The Breath of Winter -  (2004)
    - SpellForce: Shadow of the Phoenix - 资料片 (2005)

  - SpellForce 2: Shadow Wars' (2006)
    - Spellforce 2: Dragon Storm - 资料片 (2007)
    - Spellforce 2: Faith in Destiny - 资料片 (2012)
- BattleForge (2009)
- Lord of Ultima (2010)
- 命令与征服：泰伯利亚联盟 (2012)